# 圍棋殿堂
圍棋殿堂，臺灣亦有譯作圍棋名人堂，是日本參考野球殿堂而設立的，位於日本棋院在東京都千代田區市谷的會址。主要是表彰對於圍棋有重大貢獻者。

## 歷史
2004年日本棋院創院八十周年，於是提出了設立圍棋殿堂的構想，11月15日创立了圍棋殿堂資料館，每年選出一位或多位对围棋做出卓越贡献者。入館免費，館內設有展示廳展示各類圍棋文物，如曾展示秀策相關文物、本因坊家棋盤、僧衣展示，另有昔日御城碁對弈現場模型；並有各入選棋士胸像浮雕。
2012年6月22日，中国陈毅元帅入选了围棋殿堂，是第一位入选围棋殿堂的非日籍人士。2019年10月8日，韓國趙南哲九段入選，成為首位韓籍人士。

## 入選規則
- 符合以下資格方能被提名為候選

1. 對圍棋歷史、文化有貢獻，對國際或日本國內普及、發展有貢獻者。
2. 須退休超過五年，或是棋士已去世，或已滿六十五歲。
3. 棋士若有連勝或勝場數、頭銜等特殊紀錄，則可以直接列為候選；或是對於圍棋發展有重大貢獻者。
4. 不是提名、表彰委員會成員

- 由提名委員會成員提名，一屆最多十位，每一位須三位提名委員會同意方能列為候選。
- 候選名單交由表彰委員會[參⁠ 6]投票，三分之二以上同意則入選，並由日本棋院理事長認證。

## 入選者
| 回 | 評選日期       | 名字         | 圍棋相關事蹟 |
| -- | -------------- | ------------ | --- |
| 1  | 2004年5月28日  | 德川家康     | 與各大名、武將等公家頻繁交流圍棋，促進圍棋普及 訂定圍棋制度、俸祿授予，使圍棋得以職業化 |
| 1  | 2004年5月28日  | 本因坊算砂   | 一世名人碁所，創立棋四家之首本因坊家，開啟江戶時代三百多年圍棋史的關鍵人物 |
| 1  | 2004年5月28日  | 本因坊道策   | 確立圍棋段位制、御城碁制度 創立手割論，為近代圍棋理論的基礎，使圍棋水準大幅提高 擁有許多優秀門徒，促進圍棋繁榮 天下無敵，被尊為棋聖 |
| 1  | 2004年5月28日  | 本因坊秀策   | 秀策流為近代布局、定石的基礎 御城碁十九連勝無敗，人品高潔，被尊為棋聖 |
| 2  | 2005年9月28日  | 本因坊丈和   | 出版《國技觀光》解說自己的棋局，收錄各項佈局、定石 留下許多著名的棋譜，為江戶末期圍棋帶向繁榮，被尊為棋聖 |
| 3  | 2006年7月28日  | 大倉喜七郎   | 成立日本棋院統合圍棋界、國際圍棋普及 |
| 3  | 2006年7月28日  | 本因坊秀和   | 江戶時代圍棋全盛期圍棋四哲之首 培育秀策、秀甫、秀榮等巨匠、近代圍棋發展之祖 |
| 4  | 2007年8月1日   | 本因坊秀甫   | 創立史上第一個現代化棋社方圓社、發行史上第一份圍棋雜誌《圍棋新報》 各項現代化圍棋制度、國際、日本國內圍棋普及 |
| 5  | 2008年8月5日   | 本因坊秀榮   | 重振積弱的本因坊家、幕府垮台後第一位名人 將同時代各路高手降到先二以下，被尊為「名人中的名人」 成立四象會、日本圍棋會，解說棋局，促使明治時代圍棋復興                                                                                          |
| 5  | 2008年8月5日   | 本因坊秀哉   | 同時代棋界第一人者，被稱為「不敗的名人」 末代本因坊家家督，末代推薦式名人 晚年将本因坊名號转让给日本棋院，促使本因坊戰等頭銜棋戰產生 |
| 6  | 2009年8月28日  | 瀨越憲作     | 國際圍棋普及、促使與中國圍棋交流 出版超過一百冊以上棋書，促進圍棋普及 出版《御城碁譜》、《明治碁譜》，對圍棋歷史研究有貢獻 東京大空襲後重建日本棋院                                                                                           |
| 7  | 2010年7月23日  | 實           | 與吳清源共創革命性的新布局，顛覆日本上百年的小目開局布局理論 木谷道場為全世界最大門派，木谷實門下弟子主宰日本棋界各項棋戰，總和段位超過五百段 |
| 8  | 2011年7月13日  | 岩本薫       | 盡力在南美洲、美國、歐洲普及圍棋 東京大空襲後重建日本棋院 |
| 9  | 2012年6月22日  | 二世安井算哲 | 用天文學分析圍棋，創造天元布局 |
| 9  | 2012年6月22日  | 陳毅         | 為中日邦交正常化，每年以圍棋為基礎進行文化交流 中國圍棋協會創立者，中國近代圍棋奠基者，制定中國圍棋相關各項制度、普及 |
| 10 | 2013年7月16日  | 喜多文子     | 有著「圍棋界之母」的美譽，培養眾多女流棋士 為大正末年碁界合作盡力，日本棋院設立時，被視作與大倉喜七郎等同功績 |
| 11 | 2014年7月18日  | 橋本宇太郎   | 曾獲多個頭銜，至晚年仍然活躍；著名對局原爆之局的對局者。 關西棋院創立者與理事長，為日本關西地區圍棋推廣與普及有重大貢獻。 |
| 12 | 2015年7月22日  | 吳清源       | 與木谷實共創革命性的新布局。在各個十番碁中將對手降級，被稱為「昭和棋聖」。 |
| 13 | 2016年7月19日  | 寬蓮         | 日本平安时代棋士，著有圍棋各類解說的書籍《碁式》（已失傳），被後世稱為日本的首位棋聖。 |
| 13 | 2016年7月19日  | 井上幻庵因碩 | 圍棋四哲之一，以與本因坊丈和爭奪名人之位而著名，留下一些現代仍通行的圍棋著作。 |
| 14 | 2017年10月24日 | 正岡子規     | 明治時代文學宗匠，於俳句、短歌、新體詩、小說、評論、隨筆有多方面的創作活動。 圍棋造詣高，並留下很多關於圍棋的文學作品。此外這年也是其出生150年紀念。                                                                                          |
| 15 | 2018年10月29日 | 正力松太郎   | 擔任讀賣新聞社的社長後，舉辦由當時的兩個職業棋院日本棋院、棋正社間的「院社對抗戰」，使讀賣新聞變為全國大報，大幅增加圍棋知名度。 院社對抗戰後，繼續舉辦各種十番碁，包含轟動當時的「鎌倉十番碁」。後來就任日本棋院名譽顧問，去世後獲名譽九段。 |
| 16 | 2019年10月8日  | 坂田榮男     | 曾創下日本棋院最高的29連勝、第一位比賽制名人本因坊，並達成本因坊七連霸，獲名譽頭銜、雅號榮壽。 職業圍棋界首位千勝棋士，生涯共得日本棋院第二多的64次職業棋賽冠軍。曾任日本棋院理事長，並獲圍棋界頭位文化功勞者。                               |
| 16 | 2019年10月8日  | 趙南哲       | 韓國棋院創立者、榮譽理事長，並曾支援韓國少年棋士赴日學棋，被認為是日韓圍棋發展的功績者，並獲韓國文藝界最高勳章。 |
| 17 | 2020年10月30日 | 藤澤秀行     | |
| 18 | 2021年11月24日 | 高川格       | |
| 19 | 2022年11月11日 | 川端康成     | |
| 20 | 2023年10月25日 | 中村道碩     | |
| 20 | 2023年10月25日 | 牧野伸顯     | |
| 20 | 2023年10月25日 | 加藤正夫     | |
| 21 | 2024年10月23日 | 菊池康郎     | 日本圍棋界業餘強者，開創綠星學園培育許多職業棋手，之後擔任全日本圍棋協會創始人兼理事長。 |
| 21 | 2024年10月23日 | 林海峰       | 23歲成為名人，之後擊敗坂田榮男，並成為第二位「名人本因坊」，七大頭銜除棋聖以外均有所獲，為「名譽天元」，也榮獲紫綬褒章、旭日中綬章。 |
| 21 | 2024年10月23日 | 大竹英雄     | 24歲贏得日本棋院第一位選手權，與林海峰共創「竹林時代」，譽為「快棋的神仙」，並以棋風優美而有「大竹美學」之稱。曾擔任日本棋院理事長，也榮獲旭日中綬章。                                                                                        |

- 2009年第六屆圍棋殿堂選拔，吳清源入選，但是自認還在修行而自請辭退。2014年吳逝世後，隔年第12屆圍棋殿堂，在吳家屬同意下，吳清源再度入選。[參⁠ 41]
- 2024年之前，僅吳清源為在世入選者（雖然本人之後辭退），然而在2024年，林海峰和大竹英雄兩人也成為在世入選者。

## 落選者
| 回 | 名字                                                                                       |
| -- | ------------------------------------------------------------------------------------------ |
| 1  | 中村道碩、安井算知、安井算哲、本因坊丈和、本因坊秀和、本因坊秀甫                           |
| 2  | 本因坊秀和、本因坊秀甫、本因坊秀榮、本因坊秀哉、大倉喜七郎、瀨越憲作、岩本薫、實、吳清源   |
| 3  | 本因坊秀甫、本因坊秀榮、本因坊秀哉、瀨越憲作、岩本薫、木谷實、吳清源、喜多文子                 |
| 4  | 本因坊秀榮、本因坊秀哉、瀨越憲作、岩本薫、木谷實、喜多文子、牧野伸顯、橋本宇太郎               |
| 5  | 待查                                                                                       |
| 6  | 二世安井算哲、井上幻庵因碩、正岡子規、喜多文子、岩本薫、橋本宇太郎、實                     |
| 7  | 中村道碩、二世安井算哲、井上幻庵因碩、正岡子規、喜多文子、岩本薫、橋本宇太郎               |
| 8  | 安井算哲、井上幻庵因碩、正岡子規、喜多文子、雁金準一、陳毅、趙南哲                         |
| 9  | 井上幻庵因碩、大久保利通、喜多文子、雁金準一、川端康成、橋本宇太郎                         |
| 10 | 寬蓮、林元美、井上幻庵因碩、正岡子規、橋本宇太郎、趙南哲                                   |
| 11 | 寬蓮、中村道碩、井上幻庵因碩、正岡子規、雁金準一、正力松太郎                               |
| 12 | 寬蓮、林元美、井上幻庵因碩、正岡子規、雁金準一、正力松太郎、趙南哲                         |
| 13 | 中村道碩、安井算知、本因坊道知、本因坊察元、正力松太郎、趙南哲                             |
| 14 | 井上道節因碩、本因坊道知、本因坊察元、正力松太郎、本因坊秀格、本因坊榮壽、趙南哲、藤澤秀行 |
| 15 | 林利玄、井上道節因碩、大久保利通、本因坊秀格、本因坊榮壽、趙南哲                           |
| 16 | 待查                                                                                       |

## 外部連結
- 官方網站
- 囲碁殿堂資料館 （页面存档备份，存于）